# The Meteors
The Meteors es un grupo de psychobilly, procedentes de Reino Unido.

## Historia
The Meteors son una banda musical del género psychobilly procedentes del Reino Unido. Aunque los orígenes del psychobilly son discutidos, The Meteors son considerados como la primera banda del estilo. Así, los seguidores de la banda son conocidos por usar la frase "Solo los Meteors son verdadero psychobilly" (usando el acrónimo "OTMAPP" del inglés "Only the Meteors are pure psychobilly").
The Meteors fue fundado en 1980 por P. Paul Fenech (guitarra y voces), Nigel Lewis (contrabajo), y Mark Robertson (batería). Antes de formar el grupo, Fenech y Lewis tocaron en otras bandas de rockabilly, pero abandonaron su anterior banda, Raw Deal, para experimentar con un nuevo sonido que mezclara en sus letras ciencia ficción y terror con una mezcla musical entre el punk y el rockabilly. Esta mezcla es la que conocemos como psychobilly. Su primer concierto fue en el Rockabilly Night en The Sparrow Hank, en el norte de Londres, pero fue interrumpido debido a su imagen punk, sin embargo en la actualidad han retomado de nueva cuenta su carrera musical.

## Miembros

### Miembros actuales
- P. Paul Fenech - Guitarra y voces
- Mark Burnett - Contrabajo
- Wolfgang Hordemann - Batería

### Miembros pasados
- Nigel Lewis - Contrabajo y Bajo eléctrico (1980–1982)
- Mark Robertson - Batería (1980–1982)

## Discografía

### Álbumes
- In Heaven (1981)
- Wreckin' Crew (1983)
- Live I (1983)
- Stampede (1984)
- The Curse Of The Mutants (1984)
- Monkey's Breath (1985)
- Sewertime Blues (1986)
- Live II - Horrible Music For Horrible People By This Horrible Band (1986)
- Teenagers From Outer Space (1986)
- Don't Touch The Bang Bang Fruit (1987)
- Encores (1987)
- Live And Loud (1987)
- Night Of The Werewolf (1987)
- Only Meteors Are Pure Psychobilly (1988)
- The Mutant Monkey And The Surfers From Zorch (1988)
- Teenagers From Outer Space (1989)
- Undead, Unfriendly And Unstoppable (1989)
- Live III - Live Styles Of The Sick And Shameless (1990)
- Live I and Live II (1991)
- Madman Roll (1991)
- Demonopoly (1992)
- Live IV - International Wreckers (1992)
- Who Do You Love? (1992)
- Wreckin' Crew (1993)
- No Surrender (1994)
- Live, Leary And Fucking Loud (1995)
- Mental Instrumentals (1995)
- Corpse Grinder - The Best Of The Meteors (1995)
- Graveyard Stomp (The Best Of The Meteors 1981-1988) (1995)
- Welcome To The Wreckin' Pit (1996)
- In Heaven (1996)
- International Wreckers II - Lost tapes of zorch (1996)
- Bastard Sons Of A Rock 'n' Roll Devil (1997)
- Live III - Live Styles Of The Sick And Shameless (1997)
- Undead, Unfriendly And Unstoppable (1999)
- From Zorch With Love (1999)
- John Peel Sessions (1983-1985) (1999)
- Night Of The Werewolf (1999)
- Sewertime Blues / Don't Touch The Bang Bang Fruit (1999)
- Stampede / Monkey's Breath (1999)
- The Mutant Monkey And The Surfers From Zorch (1999)
- The Meteors Vs. The World pt. I (1999)
- The Meteors Vs. The World pt. II (1999)
- Psychobilly Revolution (2000)
- Wreckin' Crew (2000)
- The Meteors Vs. The World (2000)
- Psycho Down (2001)
- Bastard Sons Of A Rock 'n' Roll Devil (2001)
- Anagram Singles Collection (2001)
- Live III - Live Styles Of The Sick And Shameless (2001)
- The Final Conflict (2002)
- Wreckin' Live (2002)
- Wreckin' Crew (2003)
- Psychobilly (2003)
- From Beyond (2003)
- Hell In The Pacific (2004)
- The Hynms of the Hellbound I (2006)
- The Hymns of the Hellbound Version Especial (2006)
- Thee Power of 3 (2016)
- Skull n Bones (2021)
- The Curse of Blood n Bones (2021)
- Dreamin' up a Nightmare (2021)
- 40 Days a Rotting (2024)

### EP
- Meteor Madness 1981
- Radioactive Kid 1981
- The Meteors Meets Screaming Lord Sutch 1981
- The Crazed 1981
- Johnny Remember Me 1982
- Mutant Rock 1982
- I'm Just A Dog 1984
- I'm Just A Dog 1984
- Fire Fire 1986
- Stampede 1986
- Bad Moon Rising 1986
- Hogs & Cuties 1986
- Mutant Rock 1986
- Surf City 1986
- Archive 4 1986
- Go Buddy Go 1987
- Please Don't Touch 1988
- Rawhide 1988
- Somebody Put Something In My Drink 1988
- Bad Moon Rising 1991
- Chainsaw Boogie 1991
- Hell Ain't Hot Enough For Me! 1994
- Slow Down You Grave Robbing Bastard 1996